# Parcoul-Chenaud
Parcoul-Chenaud is een gemeente in het Franse departement Dordogne in de regio Nouvelle-Aquitaine. De gemeente is op 1 januari 2016 ontstaan door de fusie van de gemeenten Chenaud en Parcoul. Parcoul-Chenaud telde op 1 januari 2022 809 inwoners.

## Geografie
De oppervlakte van Parcoul-Chenaud bedraagt 26,75 km², de bevolkingsdichtheid is 29 inwoners per km² (per 1 januari 2019).
De onderstaande kaart toont de ligging van Parcoul-Chenaud met de belangrijkste infrastructuur en aangrenzende gemeenten.

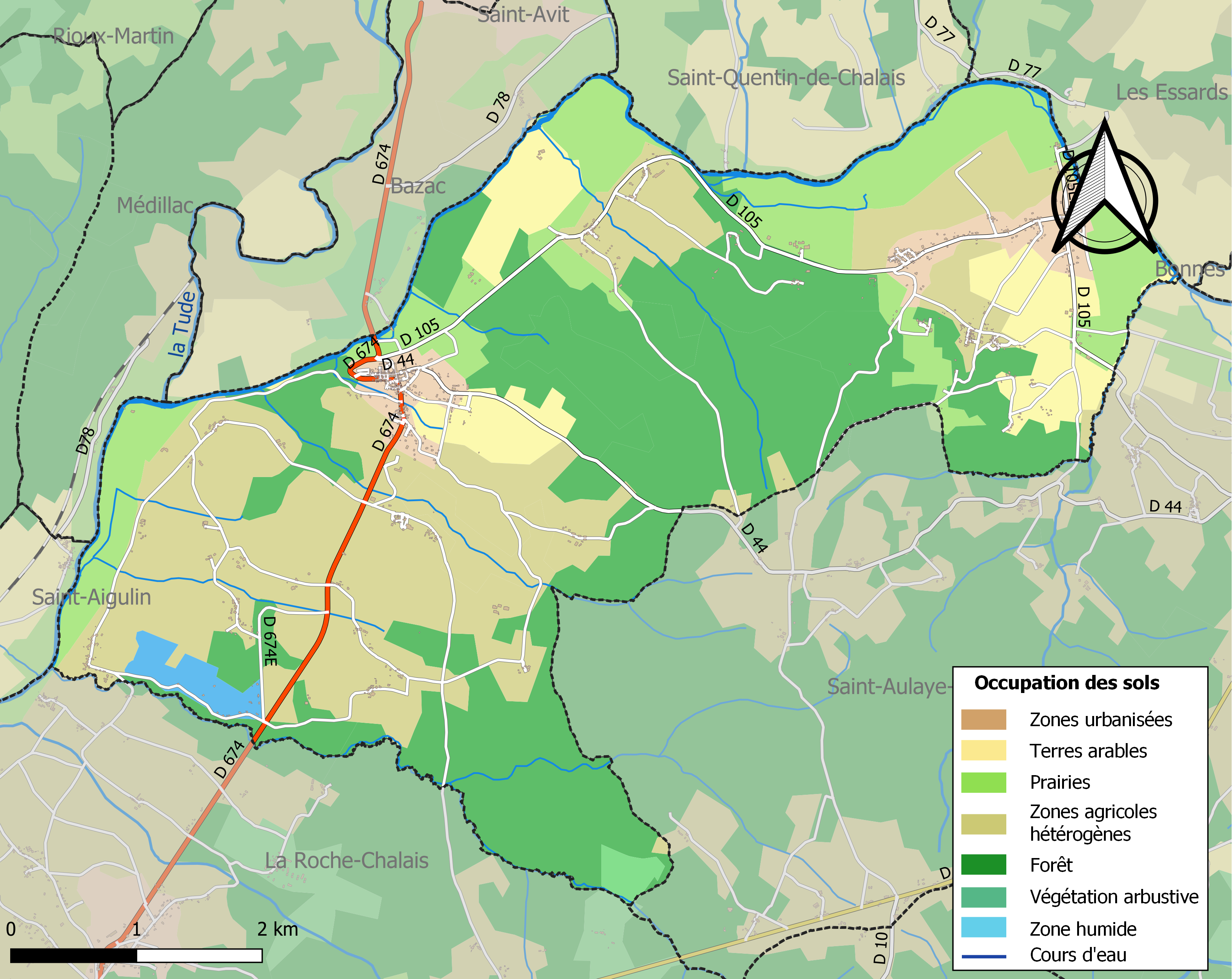